# 大東駅
大東駅（だいとうえき）は台湾高雄市鳳山区にある高雄捷運橘線の駅。大東一路と光遠路の間に位置し、駅番号はO13。

## 駅構造

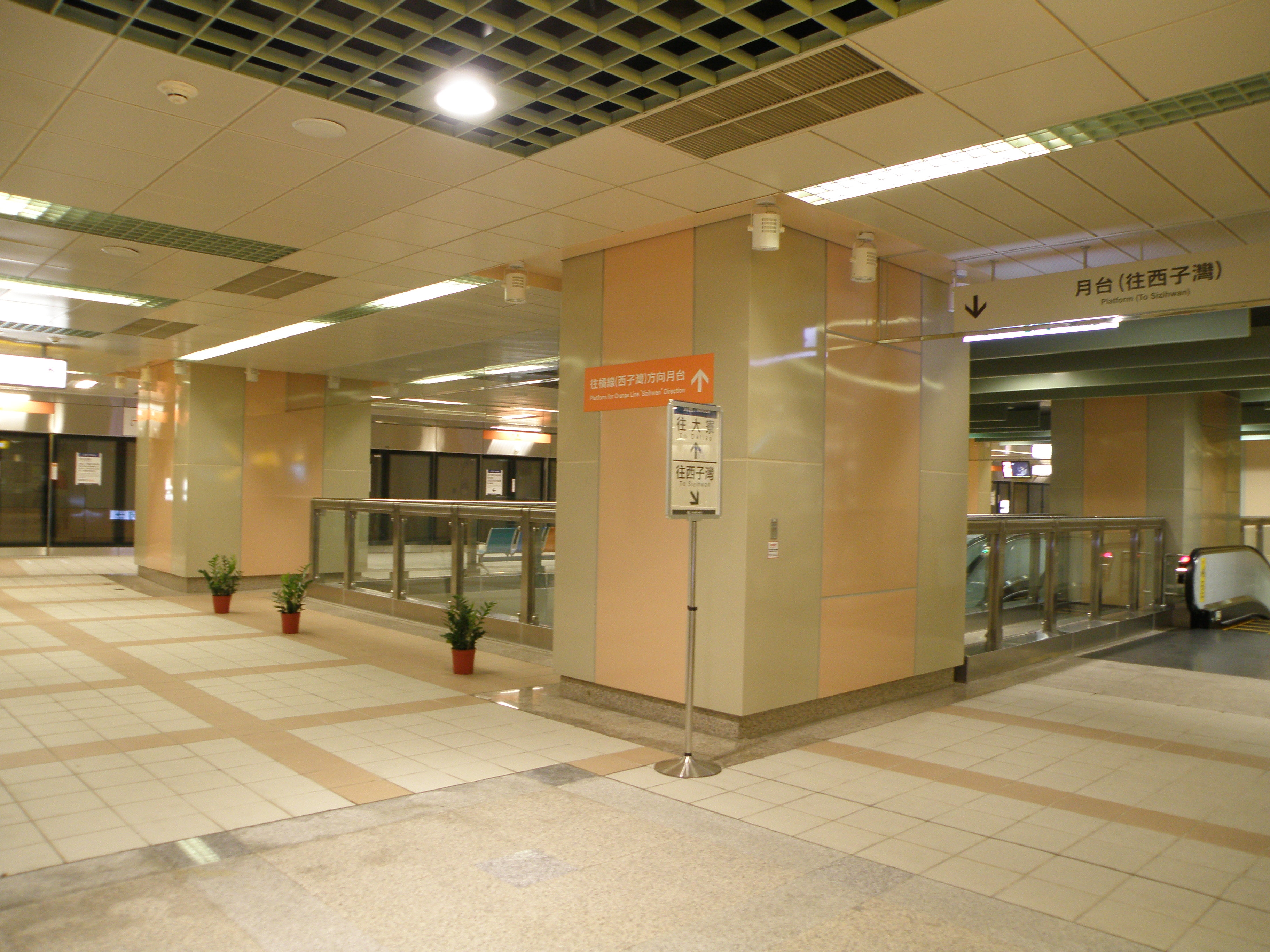
高雄捷運で唯一の重層単式ホーム採用駅。

- 地下4層構造で、ホームドア付き単式ホーム2面2線の地下駅で2箇所の出入口がある。用地が狭い為に上りと下りの線路が上下に重なる構造であり、高雄捷運の駅では唯一の構造である。地下4階の1番ホームは哈瑪星方面、地下2階の2番ホームは大寮方面である[1]。

### 駅階層
| 地階    | 出入口                       | 出入口                                             |
| 地下1階 | 通道層                       | 24時間通行地下通路、商店區                         |
| 地下2階 | 2番ホーム                    | ■橘線 大寮方面（鳳山国中駅）→                      |
| 地下2階 | 単式ホーム、左側のドアが開く |                                                    |
| 地下2階 | コンコース階                 | コンコース、案内所、自動券売機、自動改札口、トイレ |
| 地下3階 | 1番ホーム                    | ←■橘線 美麗島・哈瑪星方面（鳳山駅）                |
| 地下3階 | 単式ホーム、右側のドアが開く |                                                    |

### 駅出口
出口1は駅北側、出口2は駅南側にあり、出口1にはバリアフリーのエレベーターがある。
- 出口1：中正公園、国父紀念館、大東国小
- 出口2：大東国小

## 利用状況
| 年   | 年間    | 年間    | 年間      | 年間     | 1日平均 | 1日平均 |
| 年   | 乗車    | 下車    | 乗下車計  | 出典     | 乗車    | 乗下車  |
| ---- | ------- | ------- | --------- | -------- | ------- | ------- |
| 2008 | 120,498 | 123,503 | 244,001   | [ 注 1 ] | 1,181   | 2,392   |
| 2009 | 384,223 | 400,526 | 784,749   | [ * 2 ]  | 1,053   | 2,150   |
| 2010 | 402204  | 427165  | 829,369   | [ * 3 ]  | 1,102   | 2,272   |
| 2011 | 445,522 | 465,185 | 910,707   | [ * 4 ]  | 1,221   | 2,495   |
| 2012 | 641,638 | 668,511 | 1,310,149 | [ * 4 ]  | 1,753   | 3,580   |
| 2013 | 653,674 | 676,703 | 1,330,377 | [ * 4 ]  | 1,791   | 3,645   |
| 2014 | 674,028 | 703,852 | 1,377,880 | [ * 4 ]  | 1,847   | 3,775   |
| 2015 | 654,358 | 691,236 | 1,345,594 | [ * 4 ]  | 1,793   | 3,687   |
| 2016 | 677,004 | 711,580 | 1,388,584 | [ * 4 ]  | 1,850   | 3,794   |
| 2017 | 699,824 | 731,664 | 1,431,488 | [ * 4 ]  | 1,917   | 3,922   |
| 2018 | 716,337 | 746,653 | 1,462,990 | [ * 4 ]  | 1,963   | 4,008   |
| 2019 | 697,565 | 726,660 | 1,424,225 | [ * 4 ]  | 1,911   | 3,902   |
| 2020 | 534,249 | 552,589 | 1,086,838 | [ * 4 ]  | 1,460   | 2,970   |

- 統計に関する出典

註釈
1. ↑  9月14日開業後の運営日数は109日だが、統計は有料化開始の9月21日以降102日で算出している[* 1] ）

出典
1. ↑  （繁体字中国語）高雄捷運公司 (2009年1月10日). “高雄都會區大眾捷運系統各站旅運量統計表”.   高雄市政府交通局. p. 頁10. 2019年5月5日閲覧。
2. ↑  （繁体字中国語）“高雄都會區大眾捷運系統各站旅運量統計表 中華民國98年”.   高雄市政府捷運工程局. p. 13 (2009年1月10日). 2019年10月27日閲覧。
3. ↑  （繁体字中国語）“高雄都會區大眾捷運系統各站旅運量統計表 中華民國99年”.   高雄市政府捷運工程局. p. 13. 2019年10月27日閲覧。
4. ↑  （繁体字中国語）“高雄都會區大眾捷運系統各站旅運量-年 依 年, 捷運站別 與 入出站”.   高雄市政府交通局 (2021年3月12日). 2021年3月12日閲覧。 高雄市統計資訊服務網

## 歴史
- 2008年9月14日 - 開通[2]。
- 2008年9月21日 - 本駅で開通式典が行われた。

## 隣の駅
高雄捷運
■橘線
鳳山駅 - 大東駅 - 鳳山国中駅